# 黃回
黃回（427年—478年5月31日），竟陵郡人。南朝宋將領。黃回出身軍戶，後得臧質提拔，並以軍功脫離軍戶。臧質起事失敗後又因宋孝武帝倖臣戴明寶提攜而得統軍立功機會，最終官至鎮北將軍，封安陸縣公。但因內心不滿權臣蕭道成以及同情劉宋宗王的立場，遂被意圖篡位的蕭道成誅殺（黃回很可能忠心劉宋、視蕭為「逆臣」，但蕭齊以下的史官只紀錄黃回「貳於」蕭道成，故被誅殺）。

## 生平
黃回最初只是在竟陵郡府中當雜伇，後轉當傳教。臧質任竟陵太守時轉黃回為齋帥，並且在離任時讓黃回跟隨自己。元嘉二十八年（451年），臧質出任雍州刺史，又讓黃回當齋帥。元嘉三十年（453年）隨臧質出兵討伐弒父登位的劉劭，因功而得脫離軍戶，並隨臧質移鎮江州，獲擢用為白直隊主。孝建元年（454年），黃回隨臧質起兵反對宋孝武帝，在兵敗後逃到豫章，被軍主謝承祖抓住並送到江州作部處作役，期間遇到大赦而得免罪。獲赦後黃回到了建康，卻在宣陽門處與人毆鬥，他假稱自己是江夏王劉義恭的馬客，遂被鞭打二百並送到右尚方處作役。當時中書舍人戴明寶也因罪而被送到右尚方，就以黃回為戶伯差遣，黃回為人勤快又善於奉迎，一直盡心事奉明寶。不久，明寶獲得孝武帝原諒赦罪，官復原職，也上奏免掉了黃回的罪，並由他領隨身隊，主理宅第及江西墅事。又因黃回多才多藝，明寶就更加寵信他。
黃回亦因其有武勇而在江西與一眾楚子交結，並且做劫掠強盜之事。泰始二年（466年），宋明帝即位後未得國內大部分地區支持，很多州郡都支持孝武帝三子晉安王劉子勛的義嘉政權，明寶就上奏明帝讓黃回招募江西楚子。最後召得快射手八百人，並假黃回為寧朔將軍、軍主，随劉勔西伐。黃回先領兵擊殺了馬頭太守王廣元，接著劉勔進軍壽陽以圍攻豫州刺史殷琰，遭到劉順等軍阻礙，劉勔遂選取精兵，命呂安國及黃回領軍截取劉順等軍的軍糧。他們走到劉順軍後等待兩日後遇到杜叔寶所領的運押糧軍隊，黃回以其手下勇悍的江西楚子一戰擊潰叔寶部下楊仲懷，全殲其五百人。叔寶隨後領軍而至，見遍野都是仲懷所部士兵的屍體，黃回此時卻進戰但為認為叔寶將自走的呂安國所阻，並隨其退軍三十里。一晚後，叔寶棄糧撤走，安國遂焚其所遺糧草，劉順等軍遂因糧盡而潰。劉順潰後劉勔領兵進圍壽春，杜叔寶只得嬰城固守，時黃回在肥水立航準備渡河，成功擊破叔寶所派嘗試破壞浮航並阻斷小峴埭的三千步騎，更燒用來阻斷的船柵。黃回後除山陽王劉休祐的驃騎行參軍、龍驤將軍。後合肥遭到義嘉軍隊所攻，黃回遂受命與許道蓮等軍增援南汝陰太守裴季之，但未至合肥就被薛道摽所陷，劉勔遂更命垣閎領黃回各軍攻合肥，終獲勝。義嘉政權覆滅後，黃回因功封葛陽縣男，食邑二百戶。
元徽二年（474年），桂陽王劉休範起兵直撲建康，時黃回任屯騎校尉，隸屬於駐鎮新亭壘之右衞將軍蕭道成。當時黃回見休範身邊的守衞只有數十人，認為有機可乘，於是領部詐降，並宣稱蕭道成也願歸誠。休範見黃回時正有醉意，聞言亦大喜，更讓黃回及張敬兒站在其身旁；黃回認為正是時機，用眼神向張敬兒示意，敬兒遂趨前以休範防身刀殺了休範。戰後，黃回轉任驍騎將軍，加輔師將軍，進封聞喜縣侯，增邑一千戶。元徽四年（476年）轉冠軍將軍、南琅邪南濟陽二郡太守。同年建平王劉景素於京口起兵，黃回與任農夫及李安民等率步兵進討。昔日景素曾派部下以金帛交結京中武官以求自保，黃回亦是其中之一，黃回遂告戒部下不要和京口景素軍隊交戰；蕭道成早知黃回有異志，但卻仍派他出戰，並讓李安民及南豫州刺史段佛榮和他一起進兵。但黃回到京口後景素軍隊內部失誤而遭任農夫對城內施以火攻，黃回既為段佛榮所統，亦見京口軍力弱，故沒起事。不久京口城陷，黃回軍率先入城，他又命張倪奴擒殺景素。戰後黃回以二郡太守進號征虜將軍，加散騎常侍。翌年進右衞將軍、散騎常侍。
昇明元年（477年），荊州刺史沈攸之反對專政的蕭道成而起兵，道成又以黃回為使持節、督郢州司州之義陽諸軍事、平西將軍、郢州刺史，出兵新亭作為前鋒。其時司徒、中書監袁粲及中書令劉秉等大臣謀據石頭城響應沈攸之，黃回與新亭諸將帥都密謀支持，但袁粲因故倉卒起事，諸將多未及入援，石頭城不久城陷；黃回原先打算在早上領兵直攻蕭道成，不被放行，知袁粲敗死才放棄行動，且称自己是来救援。不過蕭道成仍舊任用他，並不理部下勸阻繼續派他西上。翌年，兵向郢州的黃回還未到達，沈攸之就戰敗了。黃回至鎮後進號鎮西將軍，進都督郢州司州義陽諸軍事。黃回不想留在郢州，一方面堅持求調任南兗州，另一方面就立即領部曲東返。黃回以功進封安陸郡公，增邑至三千七百戶，改授持節都督南兗徐兗青冀五州諸軍事、鎮北將軍、南兗州刺史，加散騎常侍。
蕭道成明知黃回有異心仍兩度讓其領兵平亂，至昇明二年（478年）終也決定剷除他，於是上奏宣布黃回罪狀。黃回終被收捕處死，時年五十二歲。

## 性格特徵
- 黃回因戴明寶提拔而得高升，故在顯貴後仍然恭謹地事奉明寶，每和其說話都自報姓名，去拜見明寶時都是自己一個進去，並且不敢坐下。
- 黃回在劉休範叛亂時曾對張敬兒說：「卿可取之，我誓不殺諸王。」京口時亦將殺景素之事讓給殿中將軍張倪奴。

## 子女
- 黃僧念，尚書左民郎。黃回被殺時將出發任竟陵相，未行而受誅。

## 延伸阅读
[在维基数据编辑]
 《宋書/卷83》，出自沈约《宋书》
 《南史/卷40》，出自李延壽《南史》